# 和平県
和平県（わへいけん）は中華人民共和国広東省河源市に位置する県。

## 地理
和平県は広東省北東部、東江上流に位置している。東は竜川県、南は東源県、西は連平県、北は江西省定南県及び竜南市と接している。
気候は温暖であり年間平均気温は17.9℃から20.2℃、年間降水量は1,536から1,845.3ミリである。

## 歴史
春秋戦国時代は百越の勢力範囲であった。前214年、秦朝により百越が平定されると和平県は南海郡竜川県の一部とされた。
1518年（正徳13年）に三浰における反乱が王陽明に鎮圧されると、彼の建議で県が設置され、平穏な統治を願い和平県と命名された。

## 行政区画
下部に17鎮を管轄する
- 陽明鎮、大壩鎮、長塘鎮、下車鎮、上陵鎮、優勝鎮、貝墩鎮、古寨鎮、彭寨鎮、合水鎮、公白鎮、青州鎮、浰源鎮、熱水鎮、東水鎮、礼士鎮、林寨鎮

## 交通

### 鉄道
- 中国国家鉄路集団
  - 贛深旅客専用線（中国語版）
    - 和平北駅

  - 京九線

### 道路
- 高速道路
  -  竜河高速道路（中国語版）
- 国道
  - G238国道（中国語版）
  - G358国道（中国語版）